# Шёберг, Юханна
Юханна Шёберг (швед. Johanna Sjöberg; род. 8 марта 1978, Брумёлла, Швеция)  — шведская пловчиха, бронзовый призёр летних Олимпийских игр 2000 года в эстафете, 5-кратная чемпионка мира на короткой воде, 2-кратная чемпионка Европы, 10-кратная чемпионка Европы на короткой воде и 27-кратная чемпионка Швеции.

## Карьера
Шёберг сумела достичь высоких результатов в  баттерфляй, и в эстафетах за сборную Швеции вольным стилем и комплексом. Особенно стоит отметить её успехи на короткой воде, где она завоевала 43 медали разного достоинства.
В 1996 году на чемпионате Европы на короткой воде в Ростоке, Шёберг стала обладательницей своих первых медалей на международной арене. Она выиграла золотые медали на дистанциях 50 и 100 метров баттерфляем, установив новый европейский рекорд.
Через два с половиной года, в Стокгольме, Шёберг снова установила новый европейский рекорд на дистанции 100 метров баттерфляем, проплыв за 58,93 секунды.
В 1999 году стала спортсменкой года в Швеции.
В 2001 году в Фукуоке на чемпионате мира, Шёберг заняла пятого места в заплыве на 100 метров баттерфляем и седьмого места в заплыве на 100 метров вольным стилем.

### Олимпийские игры
Шёберг принимала участие на трех летних Олимпийских играх. В 1996 году в Атланте она заняла девятое место в заплыве на 100 метров баттерфляем. Так же и участвовала в эстафете за сборную Швеции, заняв пятое место в эстафете 4х100 метров вольным стилем, девятое в эстафете 4х200 метров вольным стилем и десятое в эстафете 4х100 метров комбинированным стилем.
В 2000 году на летних Олимпийских играх в Сиднее, Шёберг добилась самого главного успеха в карьере, завоевав бронзовую медаль в эстафете 4х100 метров вольным стилем. Кроме того, она заняла десятое место в заплыве на 100 метров баттерфляем и десятое в эстафете 4x100 метров комплексом.
На своих последних летних Олимпийских играх в Афинах в 2004 году, Шёберг достигла финала в шведской эстафете 4×100 метров и 4×200 метров вольным стилем, заняв седьмое и восьмое места соответственно. Однако в заплывах на 100 метров баттерфляем и 100 метров вольным стилем она не смогла достичь успеха, занимая 23-е и 24-е места соответственно.

## Личная жизнь
С 1998 года живёт в Стокгольме. Замужем, есть сын.